# Ерошин, Александр Матвеевич
Алекса́ндр Матве́евич Еро́шин (23 августа 1923, дер. Хворостянка, Тульская губерния — 18 мая 2003, Москва) — Герой Советского Союза, командир танка Т-34 37-го гвардейского танкового полка 15-й гвардейской механизированной бригады 4-го гвардейского механизированного корпуса 5-й ударной армии Южного фронта, гвардии лейтенант.

## Биография
Родился 23 августа 1923 года в деревне Хворостянка (ныне — Новосильского района Орловской области) в крестьянской семье. Русский.
Образование неполное среднее.
В Красной Армии с 1941 года. В 1942 году окончил Горьковское танковое училище. Член ВКП(б)/КПСС с 1943 года.
В действующей армии с января 1943 года. Командир танка 37-го гвардейского танкового полка (15-я гвардейская механизированная бригада, 4-й гвардейский механизированный корпус, 5-я ударная армия, Южный фронт) комсомолец гвардии лейтенант Ерошин А. М. в ночь на 17 февраля 1943 года первым на Т-34 проник в тыл противника в районе села Матвеев Курган (ныне посёлок городского типа Ростовской области), не дал врагу взорвать железнодорожный мост. Экипаж танка уничтожил в этом бою более роты противника.
В 1947 году А. М. Ерошин окончил Военную академию бронетанковых и механизированных войск. Служил в войсках МВД СССР. Работал преподавателем в военно-учебных заведениях. С 1979 года полковник А. М. Ерошин — в запасе.
Жил в городе Саратов, в последние годы жизни — в Москве. Умер 18 мая 2003 года. Похоронен в Москве, на Востряковском кладбище (участок № 77).

## Награды и звания
- Указом Президиума Верховного Совета СССР от 28 апреля 1943 года за героизм и мужество, проявленные в боях с немецко-фашистскими захватчиками, гвардии лейтенанту Ерошину Александру Матвеевичу присвоено звание Героя Советского Союза с вручением ордена Ленина и медали «Золотая Звезда» (№ 962)[1].

- Медаль «Золотая Звезда» Героя Советского Союза № 7994 (28.04.1943)[1];
- Орден Ленина (28.04.1943).[1];
- Орден Отечественной войны 1 степени (11.03.1985);
- Орден Красной Звезды;
- «В ознаменование 100-летия со дня рождения Владимира Ильича Ленина» (6 апреля 1970);
- «За победу над Германией в Великой Отечественной войне 1941—1945 гг.» (9.5.1945)[2];
- «20 лет Победы в Великой Отечественной войне 1941—1945 гг.» (7 мая 1965[3]);
- «30 лет Победы в Великой Отечественной войне 1941—1945 гг.»[4];
- Медаль «Сорок лет Победы в Великой Отечественной войне 1941—1945 гг.»[5];
- Юбилейная медаль «50 лет Победы в Великой Отечественной войне 1941—1945 гг.»[6];
- «Ветеран труда»;
- «30 лет Советской Армии и Флота»[7];
- «40 лет Вооружённых Сил СССР»[8];
- «50 лет Вооружённых Сил СССР» (26 декабря 1967[9]);
- «60 лет Вооружённых Сил СССР» (28 января 1978[10]);
- Знак «25 лет победы в Великой Отечественной войне» (1970).

- Почётный гражданин посёлка Матвеев-Курган[11].

## Память
- Имя Героя в сентябре 2004 года присвоено средней школе посёлка городского типа Матвеев-Курган Ростовской области.
- Также его именем названа одна из улиц Матвеев-Кургана.
- В 2010 году на улице Ерошина в рамках проекта партии «Единая Россия» — «Историческая память» — торжественно открыли мемориальную табличку[12].
- Установлен памятный знак в городе Новосиль Орловской области[13].